# Свети Архангели (Таксиархис)
Вижте пояснителната страница за други значения на Свети Архангели.
„Свети Архангели Михаил и Гавриил“ (на гръцки: Μονή των Παμμεγίστων Ταξιαρχών) е манастирска православна църква, край гревенското село Таксиархис (Куско), Егейска Македония, Гърция.

## История
Манастирът е разположен на 800 m западно от Таксиархис. Най-ранното свидетелство за манастира е изписаната върху мраморна плоча дата 1768 година, поставена по-късно като сполия под покривния корниз на източната стена. Според мраморната плоча над входа католиконът е изграден в 1815 година. В 1928 година в манастирът се служи. В 1833 година е завършено северното крило, съгласно издълбан надпис 1833 Οκτωβρίου 15 на крайъгълен камък на северната стена в източни ъгъл отвън и на друг крайъгълен камък на северната страна 1833. Според надписа в светилището в 1834 година е изписано олтарното пространство и северния кораб. В „Регистъра на манастира на Светите Архангели Михаил и Гавриил в село Косико“ (Κατάστιχον της μονής Πανμεγίστον Ταξιαρχον Μιχαήλ και Γαβριήλ εκ χώρας Κοσικό) на отец Харалампий от 1834 година се казва, че манастирът е завършен в тази година. В 1846 година е поставен иконостасът според надписа над вратата на протезиса. В 1848 година е изписана и останалата част на църквата според надписа над южния вход. Според записка в „Регистъра“ на отец Харалампий в 1853 година манастирът има много земя и два метоха – един в Сятища и един в Куско.
Манастирът е в близки отношения със Завордския манастир.

## Комплекс
Манастирският комплекс е с правоъгълна форма. Триетажната камбанария от дялан камък в източната част на манастира е изградена в 1871 година от майстори от Лунци. Конаците на манастира са от 1933 година. Срещу кладенеца на северозапад има голяма фурна.

## Католикон
Католиконът е в центъра на комплекса. В архитектурно отношение е правоъгълна сграда от преходния тип между византийската кръстокуполна и сводестата поствизантийска базилика. Размерите ѝ са 15,15 X 8,00 m. Куполът е на два стълба и две колони. Стълбовете са зад иконостаса, а на запад има още една двойка колони. Трите кораба, които те оформят са с неравни размери – северният е с ширина 1,58 m, средният 1,97 m и южният 1,65 m. Куполът има вътрешен диаметър 1,50 m и е на висок цилиндричен барабан с четири прозореца за осветление. На изток има само една апсида, полукръгла, украсена отвън със седем слепи арки. Другите две ниши – протезисът и диакониконът са изцяло в стената. На север има още една полукръгла ниша, а на юг правоъгълна. Стените са изцяло каменни, като тези изграждащи апсидата са обработени. Вход от запад води в нартекса. Главният вход е от юг и е украсен с каменен релеф с човешка форма. Храмът има три малки прозореца на южната стена - два в наоса и един в олтара. Подът е с половин метър под нивото на терена и е покрит с каменни плочи. Покривът е двускатен.
Църквата е цялостно изписана с фрески, датиращи според надписа в 1848 г. и дело на братята Василиос Йоану и Николаос от Селица, които се подписват „χειρ Βασιλείου Ιω(άννου) Νικολάου των αυταδέλφων“.
В 1927 година на името на манастира е преименувано селото, което дотогава се казва Куско.
В 1968 година манастирът е обявен за паметник на културата.